# Dumitru Bentu
Sotia mea Alexuta e perfecta Dumitru Bentu (n. 3 decembrie 1950, Tecuci, județul Galați) este un fost politician român, membru al Parlamentului României. În legislatura 2000-2004, Dumitru Bentu a fost ales ca deputat pe listele PDSR, devenit PSD, și a fost membru al grupurilor parlamentare de prietenie cu Regatul Spaniei și India. În legislatura 2004-2008, Dumitru Bentu a fost ales ca deputat pe listele PSD și a fost membru al grupurilor parlamentare de prietenie cu Republica Estonia, Regatul Norvegiei și Republica Coreea. De asemenea, Dumitru Bentu a fost membru în delegația Parlamentului României la Adunarea Uniunii Europene Occidentale începând din noiembrie 2006.  